# Ornitina ciclodeaminasa
La ornitina ciclodeaminasa (EC 4.3.1.12) es una enzima que cataliza la siguiente reacción química:
Por lo tanto, esta enzima posee un único sustrato, la ornitina, y dos productos, prolina y amonio.
Esta enzima pertenece a la familia de las liasas, específicamente al grupo de las liasas de amonio, las cuales rompen enlaces entre carbono y nitrógeno. El nombre sistemático de esta enzima es L-ornitina amonio-liasa (cicladora; formadora de L-prolina). Otros nombres de uso común son, por ejemplo ornitina ciclasa, ornitina ciclasa (desaminadora), y L-ornitina amonio-liasa (cicladora). La enzima participa en la biosíntesis de arginina y prolina. Utiliza como cofactor al NAD+

## Estudios estructurales
Hacia finales de 2007 se habían resuelto dos estructuras terciarias para esta clase de enzimas, las cuales poseen los códigos de acceso PDB 1U7H
```
y 
PDB
 
1X7D
 

al 
Protein Data Bank
.
```